# Exacum lokohense
Exacum lokohense là một loài thực vật có hoa trong họ Long đởm. Loài này được Humbert mô tả khoa học đầu tiên năm 1955.